# Paula Inés Villar
Paula Inés Villar es una física argentina, especializada en decoherencia cuántica. Es doctora en Ciencias Físicas por la Universidad de Buenos Aires e investigadora adjunta del CONICET. En 2009 obtuvo una beca UNESCO-L´Oreal a mujeres en ciencia por su trabajo en fluctuaciones cuánticas y decoherencia en sistemas abiertos.

## Trayectoria profesional
Paula Villar se recibió de licenciada en Ciencias Físicas en la Universidad de Buenos Aires y luego obtuvo su doctorado en la misma universidad. Comenzó en CONICET como becaria doctoral, ingresando luego en la carrera del investigador. En 2009 viajó a Barcelona para trabajar en el Barcelona Supercomputing Center (BSC). En 2019 tiene como lugar de trabajo el Instituto de Física de Buenos Aires (IFIBA), donde desarrolla su trabajo como investigadora especializada en fluctuaciones cuánticas y decoherencia en sistemas abiertos.

## Premios
- 2017 Premio Estímulo en física otorgado por la Academia Nacional de Ciencias Exactas, Físicas y Naturales.[5]

## Publicaciones seleccionadas
F. C. Lombardo and P. I. Villar. 2006. Geometric phases in open systems: A model to study how they are corrected by decoherence. Phys. Rev. A 74, 042311. doi.org/10.1103/PhysRevA.74.042311.
F. M. Cucchietti, J.-F. Zhang, F. C. Lombardo, P. I. Villar, and R. Laflamme. 2010. Geometric Phase with Nonunitary Evolution in the Presence of a Quantum Critical Bath. Phys. Rev. Lett. 105, 240406. doi.org/10.1103/PhysRevLett.105.240406.
M. Vázquez, R. Arís, G. Houzeaux, R. Aubry, P. Villar, J. Garcia‐Barnés, D. Gil, F. Carreras. A massively parallel computational electrophysiology model of the heart. 2011. A massively parallel computational electrophysiology model of the heart. Int J Numer Method Biomed Eng. 27(12), 1911–1929. doi:10.1002/cnm.1443.
F.C. Lombardo, P.I. Villar. 2005. Decoherence induced by zero-point fluctuations in quantum Brownian motion. Physics Letters A. 336(1). doi.org/10.1016/j.physleta.2004.12.065.